# Marapicu
Marapicu é um bairro do município brasileiro de Nova Iguaçu do estado do Rio de Janeiro. O bairro possui 12026 habitantes e faz divisa com os bairros de Lagoinha, Paraíso, Ipiranga, Cabuçu e APA Mendanha.
É cortado pela Av. Abílio Augusto Távora, mais conhecida como Estrada de Madureira.
Ganhou em 2014 uma mini-UPP
Seu patrimônio histórico conta com a Igreja de Nossa Senhora da Conceição, que data de 1736 e está localizada no alto de uma colina circundada pela estrada de Madureira.